# أولاد الشريف أولاد خاوة (ميبلادن)
أولاد الشريف أولاد خاوة هي إحدى مشيخات المملكة المغربية، تتبع جغرافيا لإقليم ميدلت وإداريًا لميبلادن. يقدر عدد سكانها بـ 129 نسمة حسب الإحصاء الرسمي للسكان والسكنى لسنة 2004.